# Lignosus rhinocerus
Espèce
Lignosus rhinocerus est une espèce de champignons poroïdes de la famille des Polyporacées. Originaire des forêts tropicales d'Asie du Sud-Est, cette espèce rare est la seule du genre Lignosus à être cultivée, la poudre du sclérote étant commercialisée pour ses propriétés supposées en ethnomédecine.
De nombreux travaux académiques sont entrepris en Asie sur cette poudre, qui ne semble pas avoir de toxicité pour l'Homme.

## Dénomination
A l'origine l'espèce est confondue avec le genre Lignosus Lloyd ex Torrend et nommée 'lait de tigre'. Pour cette dénomination voir le genre. M. Cubitt Cooke qui décrit un spécimen de la forêt de Penang en 1879 ainsi que Lignosus spp., et L. sacer , le nomme Polyporus rhinocerus (latin rhinoceros). Par la suite, il sera classé dans différents genres Fomes, Scindalma, Leucoporus, Trametes, Polystictus, Microporus et finalement Lignosus. Ryvarden découvre un spécimen dans l'île de Penang en Malaisie et le décrit (1972).
Synonymes: Fomes rhinocerus (Cooke) Sacc., Scindalma rhinocerus (Cooke) Kuntze (1898), Polyporus sacer var. rhinocerus (Cooke) Lloyd, (1920), Polystictus rhinocerus (Cooke) Boedijn (1940), Microporus rhinocerus (Cooke) Imazeki (1952). 
On trouve Lignosus rhinocerotis (Cooke) Ryvarden et Polyporrus sacer var. 'rhinocerotis' (Cke.) (Lloyd Myc. Writ. 6: 1037, pl.175 (f. 1900), mai 1921). 

## Description
Il est signalé dans les forêts tropicales de Malaisie (sous le nom de cendawan susu rimau), Chine du sud (guikou ou huru ling zhi), Thaïlande, Indonésie (Ndurabi), Philippines, du Kérala, Papouasie-Nouvelle-Guinée, Nouvelle-Zélande, Australie et Japon subtropical. Il figure sur un timbre poste du Vanuatu (1984).
Chapeau de 15 cm de diamètre, 6 cm d'épaisseur, circulaire, sillons et  rides radiales, brun jaunâtre. Pores irréguliers 5 à 8 par mm. Stipe de 10 cm de long, jusqu'à 15 cm d'épaisseur, cylindrique. Sclérote souterrain, brun clair avec un tissu blanc crème, jusqu'à 8 cm de long. Odeur peu marquée.

### Phylogénie

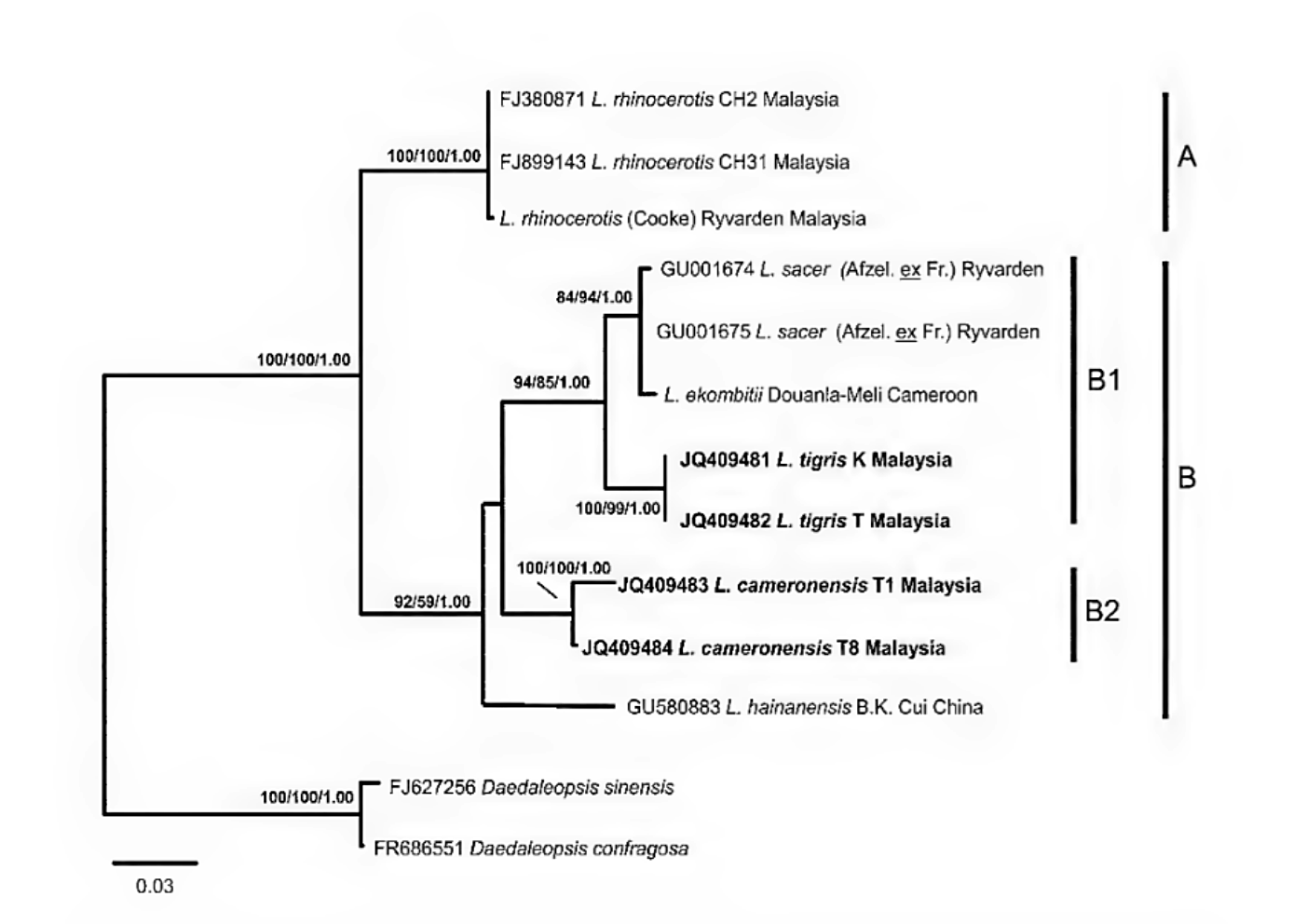
Phylogenie de Lignosus chez Chon-Seng Tan et al. (2013). L. rhinocerotis constitue un clade A, distinct des L. sacer, L. ekomtibili, L. tigris et L. cameronensis'.

84% du génome de L. rhinocerotis présente une proximité avec Ganoderma lucidum, Dichomitus squalens et Trametes versicolor dans le clade polyporoïde principal.
Parmi les Lignosus il constitue une espèce distincte résultant d'une spéciation primitive alors que L. sacer, L. ekomtibili, L. tigris et L. cameronensis constituent une sous population B.

### Culture

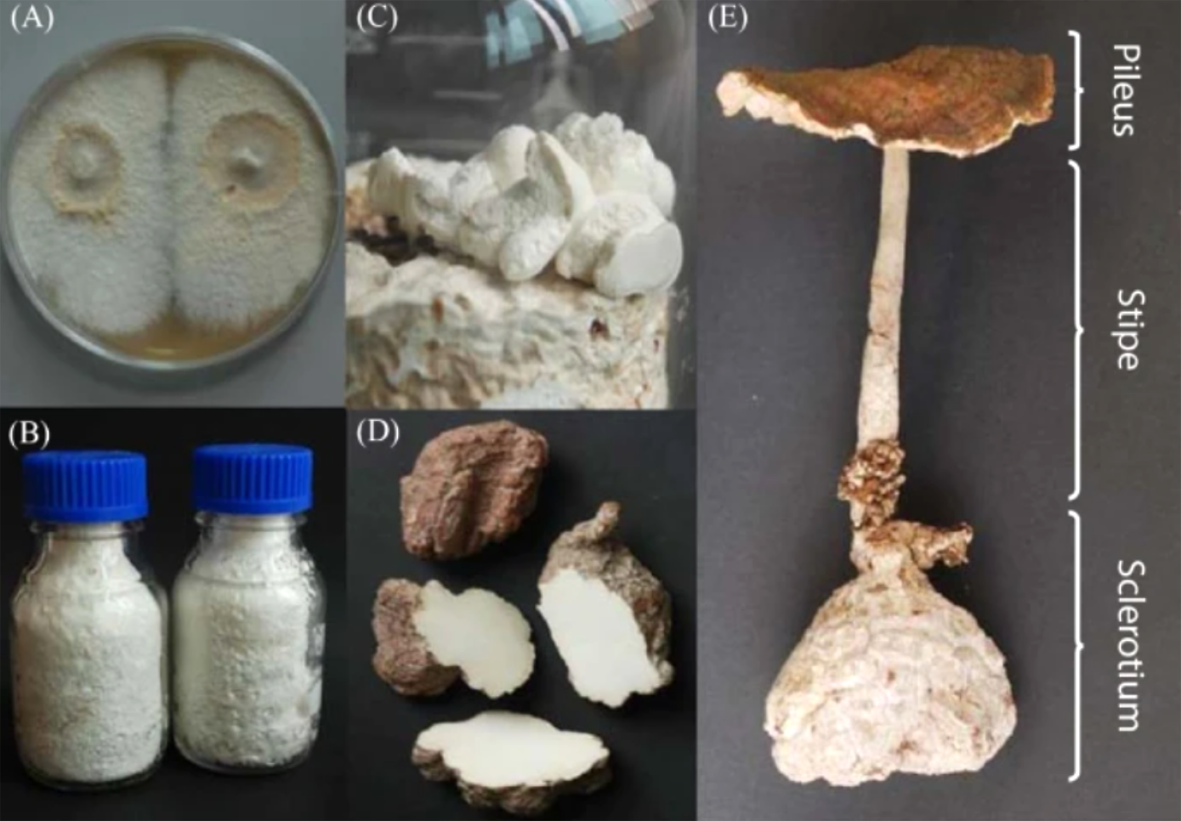
Différents stades de développement de L. rhinocerus de la culture de mycélium à la poudre de sclérote.

Le cycle de culture est de 8 à 12 mois à 30 °C en substrat neutre 6 à 7 pH. La poudre du sclèrote de ces champignons cultivés sert de matériau aux diverses publications académiques. Cette culture lui confère une importance économique.

### Composition
Le sclérote de L. rhinocerotis est riche en polysaccharides. C'est un complexe polysaccharide-protéine neutre et hydrosoluble contenant du mannose, du ribose, du rhamnose, du glucose, du galactose, du xylose et de l'arabinose. L'analyse du protéome (2015) a permis de distinguer les 3 principales familles de protéines: les lectines, la cératoplatanine et les sérines protéases. Selon les chercheurs malais les  composants du scérote et du mycélium ont contenu nutritionnel et les constituants bioactifs identiques.

### Santé

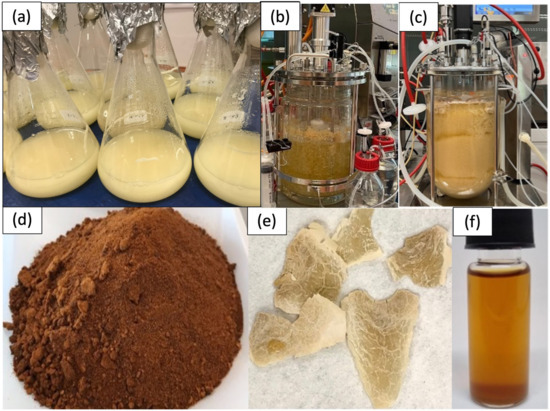
Les étapes de la culture de L. rhinocerus en fermentation liquide submergée (2023).

Les sclérotes sont réputés avoir des effets médicaux dans les ethnomédecines d'Asie du Sud-Est et du Hainan. Il est utilisé pour traiter le cancer du sein, la fièvre, la toux, l'asthme et les intoxications alimentaires. L. rhinocerotis est le seul Lignosus domestiqué, depuis sa domestication (2011) et sa mise en culture (2013) de nombreuses publications académiques explorent les effets potentiels sur la santé, principalement en modèle murin et in vitro:
- Parmi elle il a été mis en évidence que les polysaccharides de L. rhinocerotis contraignent l'expression de l'oxyde nitrique synthase inductible (iNOS) et a donc un potentiel de gestion de l'asthme (2025)[17]. La relaxation des muscles lisses des voies respiratoires est médiée par les récepteurs muscariniques et histaminiques[18].

- L'extrait aqueux ou la poudre de sclérote ont montré une activité dans la réduction de la prolifération[19] des cellules cancéreuses[20] notamment du poumon (2012)[21], de la bouche[22], un effet vasorelaxant[23] et anti-inflammatoire principalement due au composant protéique de la fraction de haut poids moléculaire[24], il améliore la cicatrisation[25]. Les extraits aqueux est un antimicrobien et antifongique in vitro (2012)[26].

Sur l'humain 
- On dispose d'un sondage (administration de 0,6 g/j pendant 3 mois et 52 participants sans antécédents de maladie respiratoire chronique, non-fumeurs) qui montre une amélioration de la santé respiratoire (2021)[27]. Un rare essai contrôlé randomisé (52 individus) d'administration de 1,04 g/j de poudre de sclérote pendant 6 mois montre une amélioration des fonctions physiques et à la réduction de la fatigue chez des patientes atteintes d’un cancer du sein ayant subi une intervention chirurgicale et une chimiothérapie (2025)[28].

### voir aussi
- Lignosus (genre), Lignosus cameronensis, Lignosus dimiticus, Lignosus tigris